# Max de Nansouty
Pour les articles homonymes, voir Nansouty.
Max Charles Emmanuel Champion de Nansouty, dit Max de Nansouty, né à Dijon le 27 août 1854 et mort le 8 septembre 1913 à Ambleteuse, est un ingénieur et vulgarisateur scientifique français.

## Biographie
Max Charles Emmanuel Champion de Nansouty naît à Dijon le 27 août 1854
En 1870 il est lauréat du Concours général en 1870, puis intègre l'Ecole centrale des arts et manufacture. Une fois diplômé en 1877, il y exerce la fonction de préparateur de chimie et de technologie.
Membre du Comité de l’association de la presse de l’institut et des sociétés savantes, il participe à l'organisation des expositions universelles de 1889 et de 1900.
Il s'intéresse aux débuts de l'aviation, au métro et au ferroviaire, auxquels il consacre des ouvrages techniques et des articles, notamment dans les journaux Le Temps et L'Illustration.
Il meurt à Ambleteuse le  8 septembre 1913[source insuffisante].

## Production[1]

### DansL'Illustration
- Le Krach des ponts en métal, 14 janvier 1893
- Les Trains électriques, 21 et 28 janvier 1893
- Les Grands Froids de la science, 25 février 1893
- Le Nouveau Phare électrique, 13 juin1893
- Sténographes et Dactylographes, 27 mai 1893
- L’Ouverture du canal de Corinthe, 5 août 1893

### Publications annuelles
- L’Année industrielle (6 volumes de 1887 à 1892)
- Les Actualités scientifiques (à partir de 1903)

### Ouvrages
- La Crémation : sa raison d'être, son historique, les appareils actuellement mis en usage pour la réaliser, état de la question en Europe, en Amérique et en Asie, Paris, Le Génie civil, 1881
- La Télégraphie optique, Paris, Science et Guerre, 1888
- La Tour Eiffel de 300 mètres à l'exposition universelle de 1889 : historique et description, B. Tignol, 1889[4]
- Le chemin de fer glissant de Girard et Barre, Paris, Tignol, 1890
- Premières Visites à l'Exposition de 1900, Paris, Ernest Flammarion, 1900
- Le Machinisme, Paris, Pierre Roger, 1909
- Les Trucs du théâtre, du cirque et de la foire, A. Colin, 1909, 159 p. (lire en ligne)
- Le Machinisme dans la vie quotidienne, P. Roger et cie, 1909
- Moteurs : à explosion, à eau, à air, à vent, Decoopman, 1910 (réimpr. 2015), 785 p. (ISBN 978-2369650386)
- Aérostation, aviation, Boivin & Cie, 1911, 758 p.[5]

## Récompenses
- Officier de la Légion d'honneur (4 août 1900)
- Officier de l'Instruction publique
- Officier de l'ordre du Mérite agricole